# إكس مان (لعبة فيديو 1992)
إكس مان (بالإنجليزية: ْX-MEN)‏ ، هي لعبة فيديو من صنف لعبة العنف والمواجهة ، صدرت كونامي عام 1992م عبر جهاز آركيد، وفي عام 2010 ظهرت اللعبة في متجر بلاي ستيشن ستور وإكس بوكس لايف آركيد خلال شهر نوفمبر.

## وصلات خارجية
- X-Men video games on Marvel.com
- X-Men على موقع القائمة القاتلة لألعاب الفيديو